# Gaultheria leucocarpa
Gaultheria leucocarpa är en ljungväxtart som beskrevs av Carl Ludwig von Blume. Gaultheria leucocarpa ingår i släktet Gaultheria och familjen ljungväxter.

## Underarter
Arten delas in i följande underarter:
- G. l. crenulata
- G. l. cumingiana
- G. l. hirta
- G. l. psilocarpa
- G. l. yunnanensis

## Bildgalleri

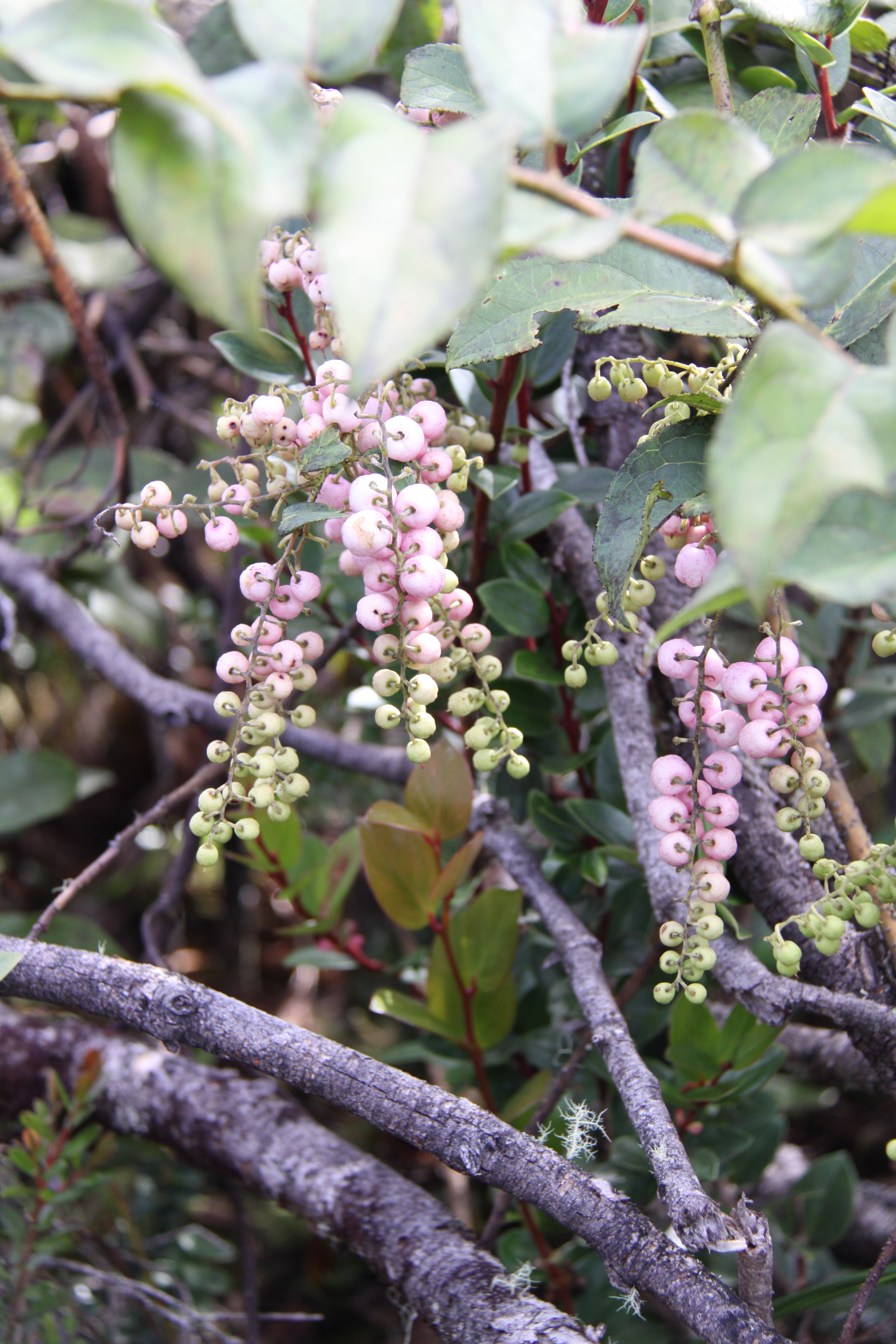